# ムンバイ・コブラス
- ムンバイ・コブラズ

ムンバイ・コブラス（Mumbai Cobras）は、インドのプロ野球チーム。縁故地はムンバイ。ベースボール・ユナイテッドに加盟している。公式はハッシュタグは「#CobraNation」

## 歴史
2023年5月10日に5月15日にベースボール・ユナイテッド初の球団を発表すると発表された。
5月15日にインドのムンバイを本拠地としてベースボール・ユナイテッド初の球団として誕生したことが発表された。
5月22日にバリー・ラーキンがGMに就任した。
5月24日にクリス・セイボーが初の監督に就任した。
5月30日にベースボール・ユナイテッド2番目の球団としてパキスタンのカラチを本拠地とするカラチ・モナークスが発表され、コブラスとモナークスはクリケットにおけるインドとパキスタンのライバル対決、ヤンキースとレッドソックスのライバル関係になることが期待された。